# Nærbilde av Finn Kalvik
Nærbilde av Finn Kalvik är ett samlingsalbum med Finn Kalvik från 1980 lanserad på musikkassett av skivbolaget CL Musikk.

## Låtlista
1. "En tur rundt i byen" ("Streets of London" – Ralph McTell/Finn Kalvik, från Tusenfryd og grå hverdag) – 4:29
2. "Bokseren" ("The Boxer" – Paul Simon/Finn Kalvik, från Fyll mine seil) – 4:40
3. "Det hemmelige under" (Inger Hagerup/Finn Kalvik, från finn:) – 1:51
4. "Sang i april" (Finn Kalvik, från Nederst mot himmelen) – 2:42
5. "Rekk dine barn en hånd" ("Teach Your Children Well" – Graham Nash/Finn Kalvik, från finn:) – 2:52
6. "Sangen til deg" ("Your Song" – Bernie Taupin/Elton John/Finn Kalvik, från Fyll mine seil) – 3:27
7. "Finne meg sjæl" (Finn Kalvik, från singeln "Finne meg sjæl"/"En drømmers verden") – 2:29
8. "Samfunnshus blues" (Finn Kalvik, från finn:) – 3:03
9. "Vi reiser" (Finn Kalvik, från Nederst mot himmelen) – 3:30
10. "Den lille tinnsoldaten" ("The Little Tinsoldier" – Shawn Phillips/Finn Kalvik, från singeln "Ride ranke"/"Den lille tinnsoldaten") – 3:04
11. "Ved peisen" (J.R.R. Tolkien/Finn Kalvik, från Fyll mine seil) – 3:49
12. "Ride ranke" ("Cat's in the Cradle" – (Harry Chapin/Finn Kalvik, från singeln "Ride ranke"/"Den lille tinnsoldaten") – 3:41